# Catolicismo e maçonaria

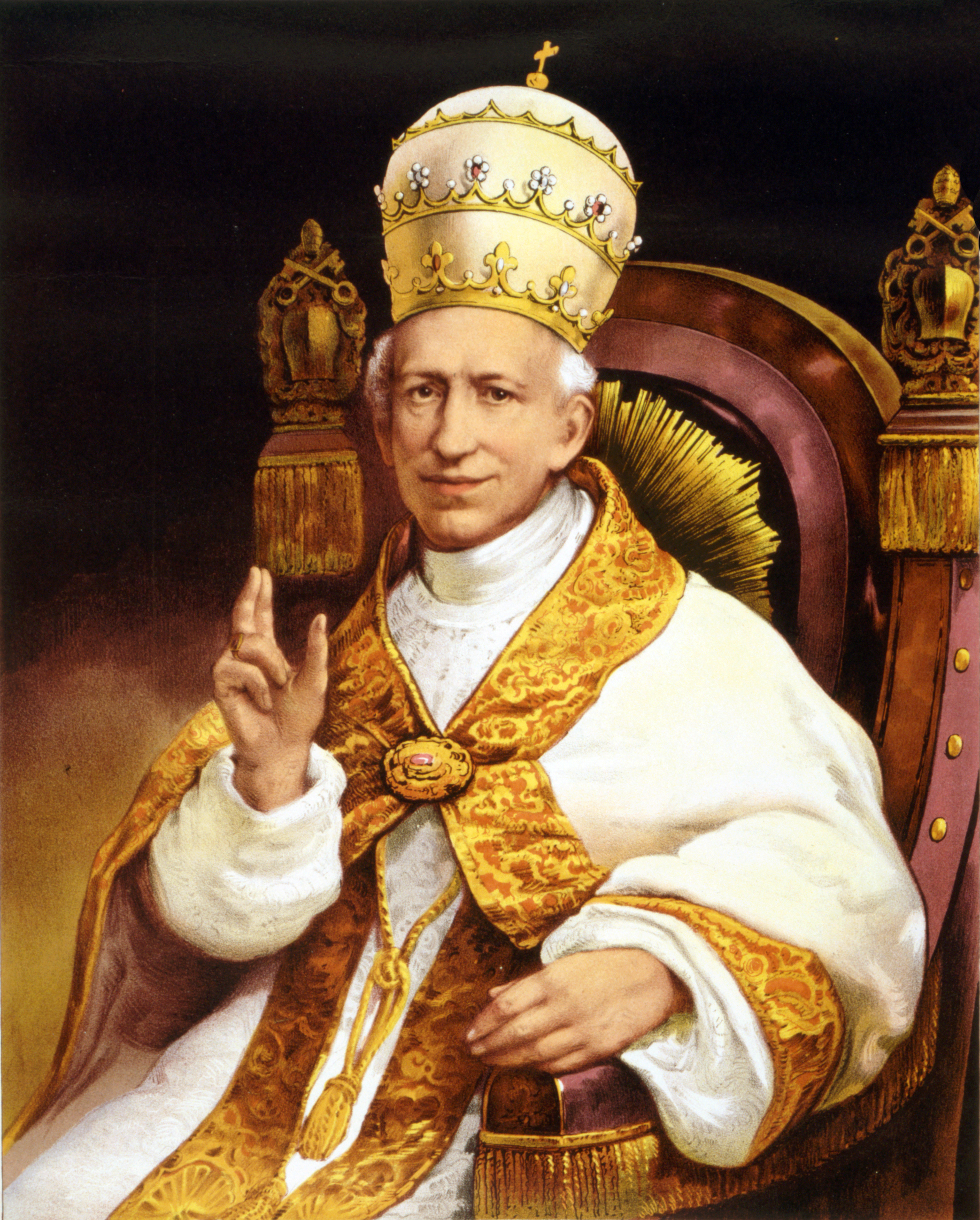
Papa Leão XIII, foi um adversário ferrenho da maçonaria

A Igreja Católica não aceita que os seus fieis sejam da maçonaria e historicamente já se opôs radicalmente a esta sociedade secreta, devido aos princípios anticristãos maçônicos, em especial os deístas,  humanistas ou iluministas.
Tendo iniciado a sua longa história de condenação pública  quando o Cardeal André Hercule de Fleury, primeiro-ministro de Luís XV, a 14 de Setembro de 1737, proibia todas as reuniões secretas e, especialmente, a formação de associações qualquer que fosse o pretexto e qualquer que fosse a denominação.
Depois será a vez do Papa Clemente XII, a 28 de Abril de 1738, que proibiu os católicos de se tornarem membros de lojas maçónicas, através da bula In eminenti apostolatus specula.
| “ | Assim, estas citadas Sociedades ou Convenções têm causado na mente dos fiéis a maior suspeita, e todos os homens prudentes e íntegros tem apresentado o mesmo juízo sobre eles como sendo pervertidos e depravados. Pois se eles não estão fazendo mal, então não deveriam ter um ódio tão grande da luz. | ” |

A Igreja Católica assinalava assim a incompatibilidade entre o juramento e o segredo das obediências maçónicas e a condição de cristão integrado na Igreja Católica Romana. Após essa primeira condenação, surgiram mais de vinte outras.
Entre elas, que fazem referências desfavoráveis à maçonaria além da referida, enumeram-se as seguintes: Providas Romanorum, de Bento XIV (1751); Inscrutabili Divinae, de Pio VI (1775); Ecclesiam a Jesu Christo, de Pio VII (1821); Quo Gravioria Mala, de Leão XII (1825); Traditi Humilitati (1829), Litteris Altero (1830), Pio VIII; Mirari Vos (1832), Gregório XVI; Qui Pluribus (1846), Quibus Quantisque Malis (1849), Quanta Cura (1864), Multiplices Inter (1865), Apostolicae Sedis Moderatoni (1869), Etsi Multa (1873), Etsi Nos (1882), de Pio IX; Humanum Genus (1884), Officio Sanctissimo (1887), Dall’Alto Dell’Apostolico Seggio (1890), Inimica Vis (1892), Custodi di quella fede (1892), Praeclara (1894), Annum ingressi (1902), de Leão XIII.

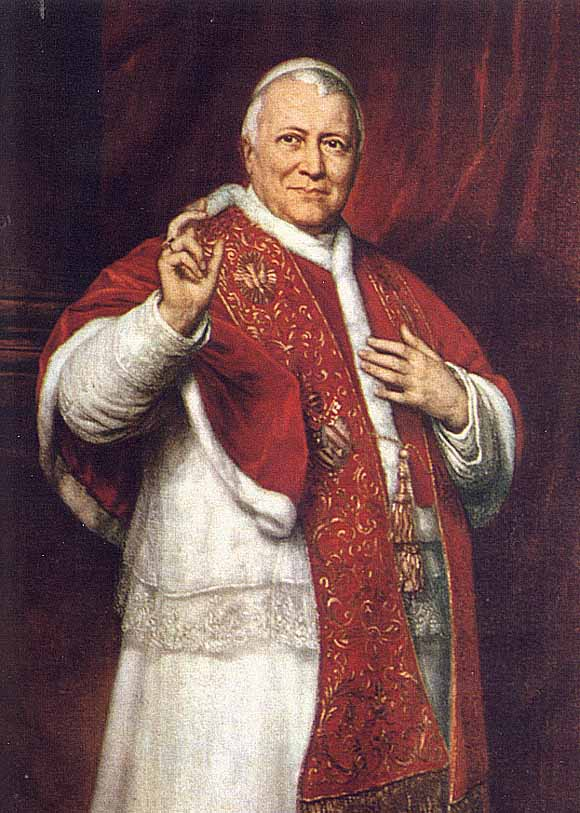
Beato Pio IX, um dos maiores opositores da maçonaria.

Muitas, conforme é possível perceber, foram escritas por este último papa Leão que foi um dos mais ferrenhos opositores dessa sociedade secreta e sua última condenação data de 1902, na referida encíclica Annum Ingressi, endereçada a todos os bispos do mundo em que alarmava da necessidade urgente de combater a maçonaria, opondo-se radicalmente a ela.
O penúltimo documento oficial de referência é a Declaração sobre a maçonaria, assinado pelo então prefeito da Congregação para a Doutrina da Fé, cardeal Joseph Ratzinger, depois Papa Bento XVI, em 26 de Novembro de 1983. O texto afirma que permanece imutável o parecer negativo da Igreja a respeito das associações maçónicas, pois os seus princípios foram sempre considerados inconciliáveis com a doutrina da Igreja e por isso permanece proibida a inscrição nelas. Os fiéis que pertencem às associações maçónicas estão em estado de pecado grave e não podem aproximar-se da Sagrada Comunhão.
Em 2007, o Vaticano através do regente do Tribunal da Penitenciária Apostólica, o Bispo Gianfranco Girotti, numa declaração após uma conferência intitulada «A Maçonaria e a Igreja Católica», que teve lugar na Pontifícia Faculdade Teológica de São Boaventura de Roma, lembrou que "a Igreja sempre criticou as concepções e a filosofia da maçonaria, considerando-as incompatíveis com a fé católica". Fez referência às declarações de alguns sacerdotes que publicamente se declaram membros da maçonaria, nomeadamente um padre de 85 anos de idade, Francesco Esposito Rosario, e pediu a intervenção dos seus directos superiores, sem excluir que a Santa Sé possa vir a tomar medidas de carácter canónico.
Apesar disso, há acusações sobre Paulo VI e alguns cardeais da Igreja relacionarem-se a determinadas lojas maçónicas. Entretanto, todas elas carecem de provas. A condenação da Igreja é forte e não muda ainda que membros do clero tenham de alguma forma se associado a sociedade secreta.
Até 1983, a pena para Católicos que se associassem a essa sociedade era de excomunhão. Desde então, a pena é um interdito, afastando o fiel da recepção dos Sacramentos (principalmente Confissão e Eucaristia).
Em 2023, o Papa Francisco reafirmou a proibição de os católicos se tornarem maçons, citando uma «[...] inconciliabilidade entre a doutrina católica e a Maçonaria [...]» em resposta a Julito Cortes, Bispo de Dumanguete, que manifestou preocupação com o número crescente de Maçons nas Filipinas. A proibição renovada citou tanto o Código de Direito Canônico de 1983, como as Diretrizes feitas por uma Conferência Episcopal em 2003.

## Igreja no Brasil
No Brasil Império, havia clérigos maçons e a tentativa de alguns bispos ultramontanos de adverti-los causou um importante conflito conhecido como Questão Religiosa. O principal dos bispos antimaçônicos desta época foi Dom Vital, bispo de Olinda. Recebeu forte apoio popular, mas foi preso pelas autoridades imperiais, notoriamente favoráveis à maçonaria. Após ser liberto, foi chamado a Roma onde foi congratulado pelo papa, SS Pio IX, por sua brava resistência, e foi recebido paternalmente e com alegria (o Papa, comovido, só o chamava de "Mio Caro Olinda", "Mio Caro Olinda").

## Doutrina Maçônica vs. Doutrina Católica
Carlos José Boaventura Kloppenburg, bispo católico brasileiro nascido na Alemanha, bispo emérito de Novo Hamburgo  em uma de suas obras intitulada «A Maçonaria no Brasil – orientação para os católicos», faz algumas divergências entre o catolicismo e a maçonaria
| Doutrina maçônica | Doutrina Católica |
| 1. Existe um Ser Supremo, convenientemente denominado “Grande Arquiteto do Universo”. | 1. Existe um Ser Supremo, Criador e Conservador de todos os seres contingentes, que com sua paternal Providência vela sobre cada uma de suas criaturas. |
| 2. Para o conhecimento da natureza íntima do Ser Supremo a razão humana permanece entregue às suas próprias luzes e forças naturais; | 2. Para o conhecimento da natureza íntima do Ser Supremo a razão humana, entregue apenas às suas próprias luzes e forças naturais, é radicalmente insuficiente; foi por isso que o próprio Deus, principalmente por Seu Filho Unigênito, Jesus Cristo, Se dignou de falar sobre Si aos homens. |
| 3. É sagrado e inviolável, em todo indivíduo humano, o direito de pensar livremente. | 3. É sagrado e inviolável, em todo indivíduo humano, o direito de orientar livremente o seu pensamento de acordo com a realidade objetiva preexistente; não, porém, contra esta realidade, porquanto o erro não tem direitos. |
| 4. O homem deve dirigir seus atos e sua vida exclusivamente de acordo com a sua própria razão e consciência. | 4. O homem deve dirigir seus atos e sua vida de acordo com a sua própria consciência e, sobretudo, de acordo com os mandamentos revelados positivamente por Deus. |
| 5. É o próprio indivíduo que deve regular suas relações com o Ser Supremo, o modo como cultuá-lo. | 5. É em primeiro lugar o próprio Deus que regula o modo como deve ser cultuado pelo homem, sua criatura; e o homem deve acomodar-se às determinações divinas. |
| 6. Qualquer coação ou influência externa, seja de ordem física, seja de ordem moral, no sentido de dirigir ou orientar o pensamento do indivíduo, deve ser considerado como atentado contra um direito natural e sagrado e por isso deve ser denunciado como violência e injustiça. A Maçonaria considera seu dever principal combater esta violência, ambição e fanatismo. | 6. Ninguém deve ser coagido contra sua vontade a abraçar a fé na Revelação Cristã; mas pelo ensino, pela educação e formação, o homem pode e deve ser influenciado e melhorado por outros; e isso não só não é violência alguma, ou injustiça, mas é excelente obra de caridade cristã. A Igreja Católica considera seu dever principal trabalhar na instrução e na educação moral e religiosa de todos os homens.                                                   |
| 7. O meio ambiente em que vive e respira o indivíduo humano deve manter-se rigorosamente neutro, sem hostilizar nem favorecer religião alguma determinada, nem mesmo a religião cristã. | 7. O meio ambiente em que vive e respira o indivíduo humano deve estar impregnado dos princípios religiosos e morais certamente revelados e ordenados por Deus. |
| 8. A sociedade e mormente o Estado devem manter-se oficialmente indiferentes perante qualquer religião concreta. | 8. O ideal seria que a sociedade e mormente o Estado dessem oficialmente aos cidadãos os meios e as facilidades de passarem sua vida inteiramente segundo as leis e prescrições de Deus. |
| 9. O ensino público, dado e mantido pelo Estado, deve ser absolutamente leigo ou neutro em assuntos religiosos. | 9. O ensino público, dado e mantido pelo Estado, não pode abstrair de Deus e de Suas leis e determinações. Concretamente, o ensino leigo ou neutro é impossível e resvala para o ateísmo. |
| 10. A Maçonaria aceita e defende os elementos da religião natural e abstrai da religião cristã, mas sem jamais hostilizá-la. | 10. A Igreja Católica aceita e defende os elementos verdadeiros da religião natural e abraça com amor e gratidão a religião cristã, sabendo ser impossível permanecer indiferente perante Cristo: “Quem não for por mim, será contra mim” (Lc 11, 23). |
| 11. A Maçonaria reconhece que todas as religiões são boas e iguais perante Deus. | 11. A Igreja Católica reconhece que, perante Deus, só é boa e aceitável a religião ensinada pelo próprio Deus, mediante Cristo Jesus. “Nem todo aquele que me disser: Senhor! Senhor! entrará no reino dos céus; mas somente aquele que fizer a vontade de meu Pai celeste” (Mt 7, 21). |
| 12. A Maçonaria não exige a necessidade da fé cristã e do batismo cristão. | 12. “Quem crer e for batizado, será salvo; mas quem não crer será condenado” (Mc 16, 16). |
| 13. A Maçonaria não exige a necessidade de “comer a carne de Cristo e beber o seu sangue” (a Comunhão ou Eucaristia). | 13. “Se não comerdes a carne do Filho do Homem e não beberdes o seu sangue, não tereis a vida em vós” (Jo 6, 53). |
| 14. A Maçonaria condena como contrária à moral, retrógrada e anti-social a existência de corporações religiosas que segregam seres humanos da sociedade e da família. | 14. “Se queres ser perfeito, vai, vende todos os teus bens e dá-os aos pobres, e terás um tesouro no céu; depois, vem e segue-me” (Mt 19, 21); “em verdade vos digo que todo aquele que por causa de mim e do evangelho deixar casa, ou irmãos, ou irmãs, ou pai, ou mãe, ou filho, ou campo, receberá, já nesta vida, no meio de perseguições, o cêntuplo em casas, irmãos, irmãs, pai, mãe, filhos e campos; e no mundo futuro terá a vida eterna” (Mt 19, 29-30). |
| 15. A Maçonaria proclama que o Matrimônio não é sacramento e que o divórcio, em certos casos, é uma exigência da lei natural. | 15. A Igreja Católica ensina que o Matrimônio é um vínculo santo e sagrado, verdadeiro sacramento (quer dizer: meio de santificação) e que, em caso algum, é permitido o divórcio. |